# Claus Meissner
Claus Meissner (* 12. April 1936 in Mannheim) ist ein deutscher Jurist, ehemaliger Präsident des Oberverwaltungsgerichts Sachsen, ehemaliger Präsident des Verwaltungsgerichtshofs Baden-Württemberg sowie Förderer zeitgenössischer Musik.

## Leben

### Werdegang
Meissner wurde in Mannheim geboren. Nach dem Abitur 1955 am Lessing-Gymnasium in Mannheim nahm Meissner ein Studium der Rechtswissenschaft an der Universität in Heidelberg auf. Hier legte er 1959 die erste juristische Staatsprüfung ab und 1963 das zweite juristische Examen. Vier Jahre nach der Vollendung seiner Ausbildung zum Volljuristen wurde er als Richter an den Verwaltungsgerichtshof Baden-Württemberg berufen. Hier übernahm er von 1981 bis 1986 den Vorsitz im 13. Senat für Asylrecht und von 1986 bis 1992 den Vorsitz im 10. Senat für Umweltrecht. In seine Amtszeit fielen Entscheidungen zu Fragen des Immissionsschutz- und des Atomrechts.  Von 1992 bis 1995 übernahm er dann die Präsidentschaft des Oberverwaltungsgerichts Sachsen. Er war dabei maßgeblich am Aufbau der Verwaltungsgerichtsbarkeit in Sachsen beteiligt, die nach der Wiedervereinigung in den neuen Bundesländern geschaffen werden musste. Meissner hatte dabei nicht nur mit juristischen Fragestellungen zu tun, sondern musste auch die Unterbringung des Gerichts organisieren, Gerichtsangestellte und Richter akquirieren sowie das Vertrauen der Bevölkerung in die Gerichtsbarkeit gewinnen. Von 1993 bis 1996 war er Vizepräsident und Richter des Verfassungsgerichtshofs des Freistaates Sachsen. 1995 kehrte er dann in seine Heimat Mannheim zurück, wo er bis 2001 Präsident des dort ansässigen Verwaltungsgerichtshofs Baden-Württemberg war.
Meissner promovierte 1966 an der Universität Heidelberg zum Thema „Die soziale Komponente in der Verwaltungswissenschaft des 19. Jahrhunderts“. Sein Doktorvater war Ernst Forsthoff. 1977 erhielt er einen Lehrauftrag von der Universität Heidelberg und wurde von dieser 1989 zum Honorarprofessor berufen. Von 1992 bis 1995 übte er eine Lehrtätigkeit an der Technischen Universität Dresden aus.

### Engagement in der Musik
Während seiner Schulzeit entdeckte Meissner seine Vorliebe für die Musik. So nahm er 1953 musikalische Studien an der Hochschule für Musik und Theater in Mannheim auf. 1963 gründete er zusammen mit Hans Vogt die Gesellschaft für Neue Musik e.V. Mannheim, deren Vorsitz er von 1986 bis 2018 innehatte. In seiner aktiven Zeit bei der Gesellschaft trug er zum kulturellen Leben seiner Heimatstadt durch die Durchführung von Konzerten bei. Mit dem 2018 neu gegründeten gemeinnützigen Verein Kammermusik Mannheim, dessen Vorsitzender er ist, werden klassische Kammerkonzerte aufgeführt.

## Veröffentlichungen
- Die Soziale Komponente in der Verwaltungswissenschaft des 19. Jahrhunderts. Stuttgart: Illg [Dr.], 1966.
- Das Sächsische Oberverwaltungsgericht: Verwaltungsgerichtsbarkeit in Sachsen 1901 bis 1993. Dresden: Sächs. Staatsministerium D. Justiz, 1994.
- Staats- und Verwaltungsrecht Freistaat Sachsen, 4. Neubearb. Aufl., Stand: 15. September 1999, Heidelberg 1999.
- zusammen mit: Liselotte Homering, Durch Irritation zur Reflexion: 50 Jahre Gesellschaft für Neue Musik Mannheim, Saarbrücken 2013.